# Синегор'є
Сінегор'є (рос. Синегорье) — селище міського типу в Ягоднінському районі Магаданської області Росії. 

## Розташування
Сінегор'є знаходиться у восьми кілометрах нижче Колимської ГЕС, на березі річки Колими. 

## Населення Сінегор'я
Селище розраховане на 10 тисяч мешканців. Населення 1822 особи (станом на 2023 рік). 
| 1979 | 1989    | 2002   | 2010   | 2012   | 2013   | 2014   | 2015  | 2016  | 2018  | 2020  | 2023  |
| 8282 | ↗ 11645 | ↘ 4071 | ↘ 2821 | ↘ 2714 | ↘ 2604 | ↘ 2522 | ↘2501 | ↘2489 | ↘2198 | ↘1871 | ↘1822 |

## Інфраструктура
Сінегор'є наймолодше селище Колимського краю, засноване в 1971 з 11 грудня 1972 селище міського типу. 
Забудовано Сінегор'я в основному п'ятиповерховими будинками поліпшеного планування. Побудовано два дев'ятиповерхових будинки. 
Близько 2/3 будинків стоять пусткою.
- готель,
- кінотеатр,
- спортивний комплекс з басейном,
- лікарня,
- поліклініка,
- профілакторій,
- дитячий садок,
- середня школа,
- дитяча школа мистецтв,
- Будинок культури «Комсомолець»,
- музей історії АТ «Kolymaènergo»,
- бібліотека.

Завдяки енергетикам у  Синегор'ї побудовано церкву Пресвятої Богородиці.

## Світлини

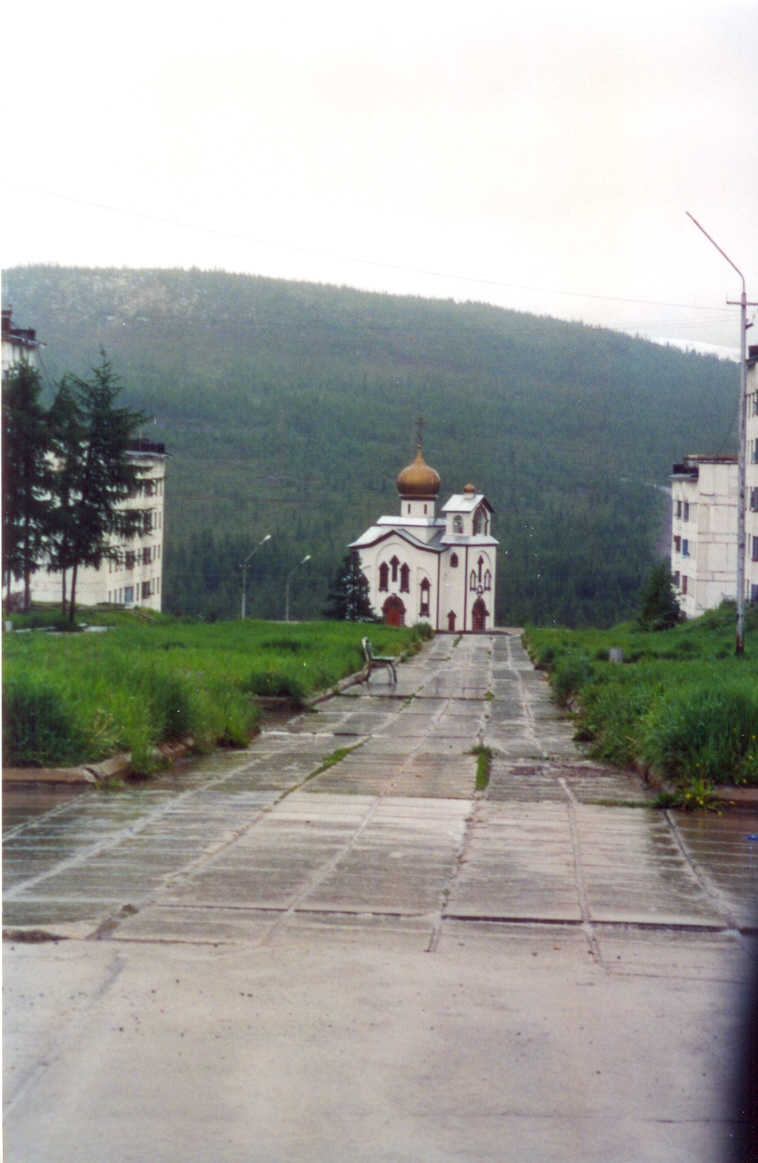
Церква Пресвятої Богородиці
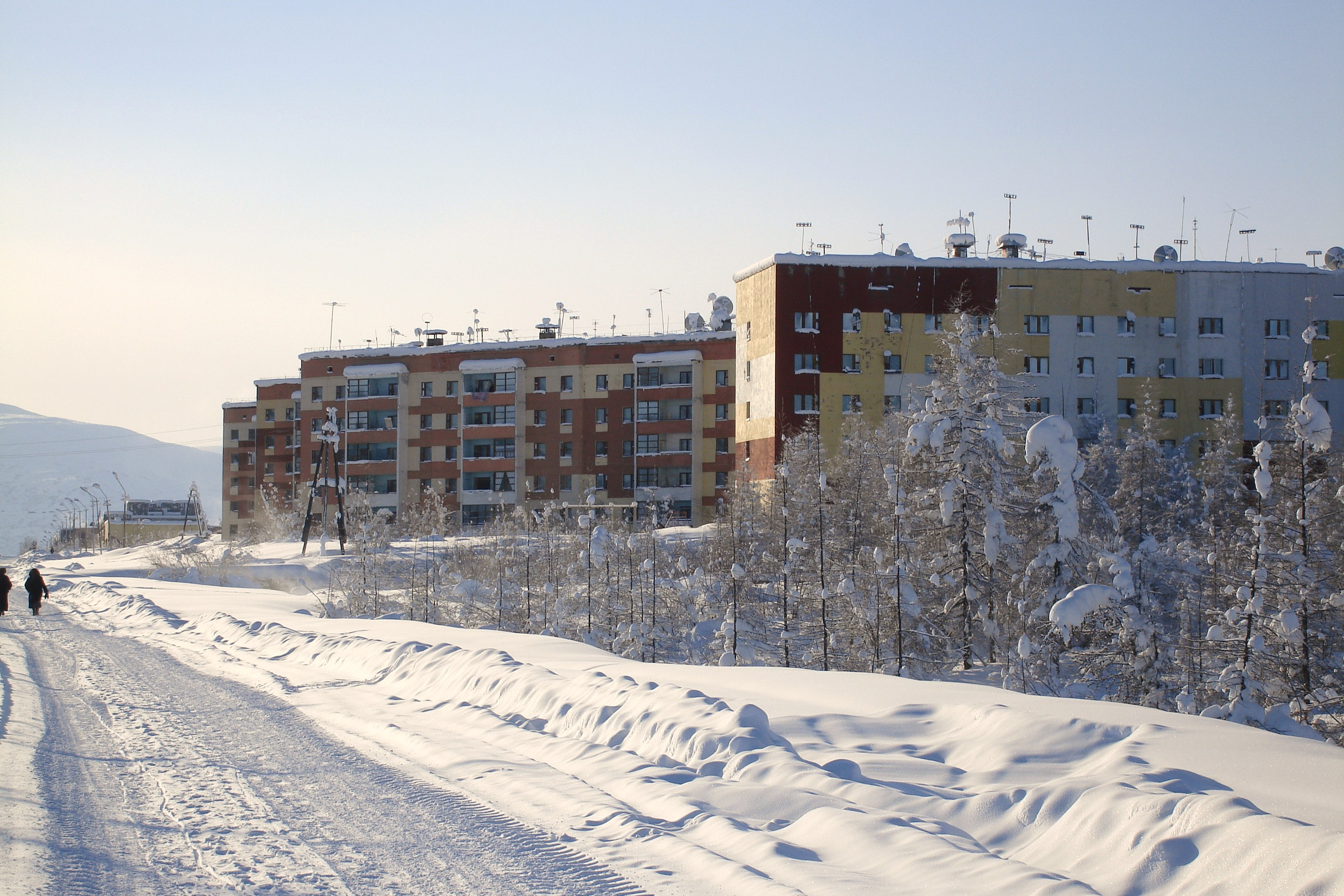
Вулиця
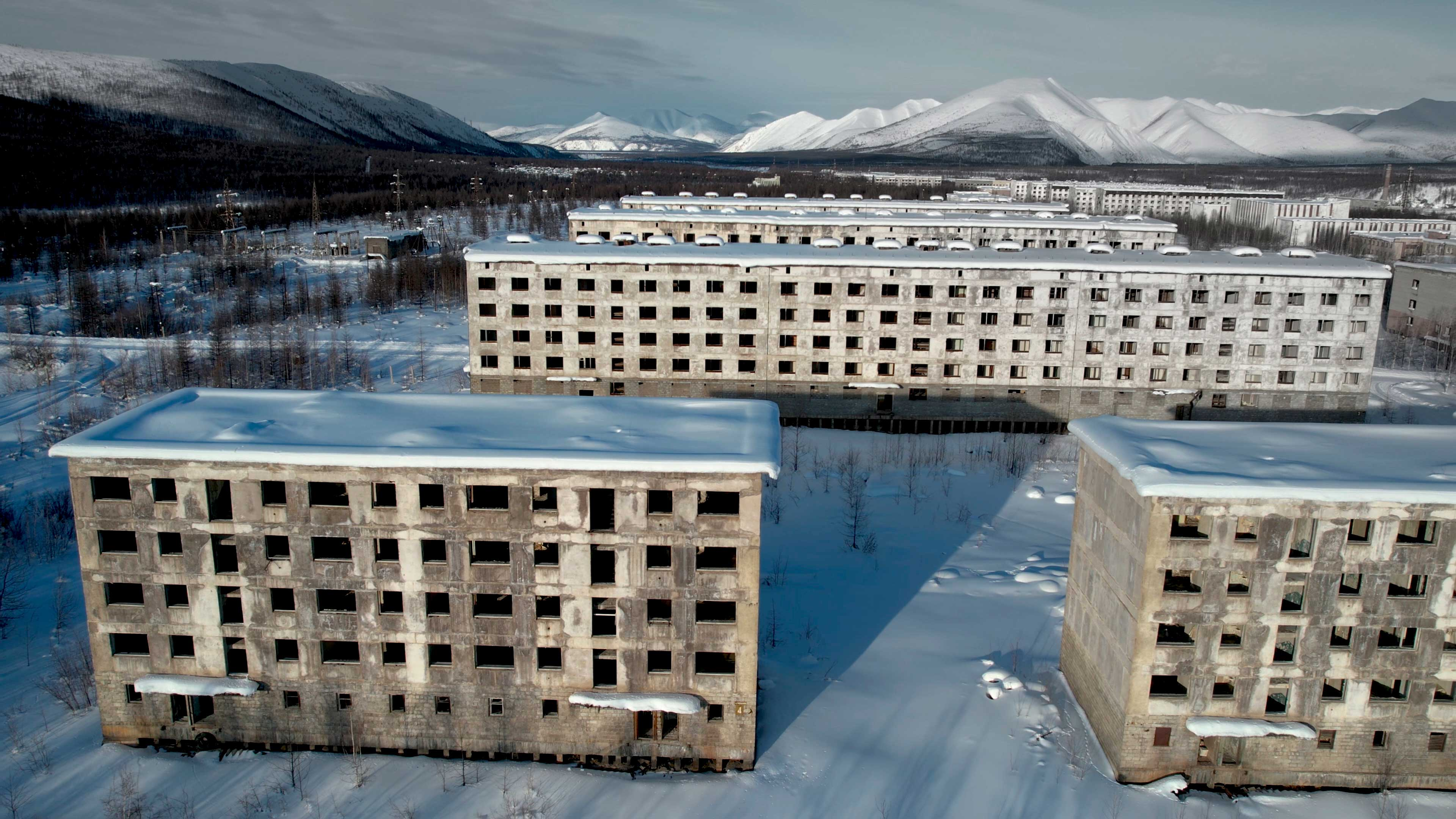
Закинуті житлові будинки
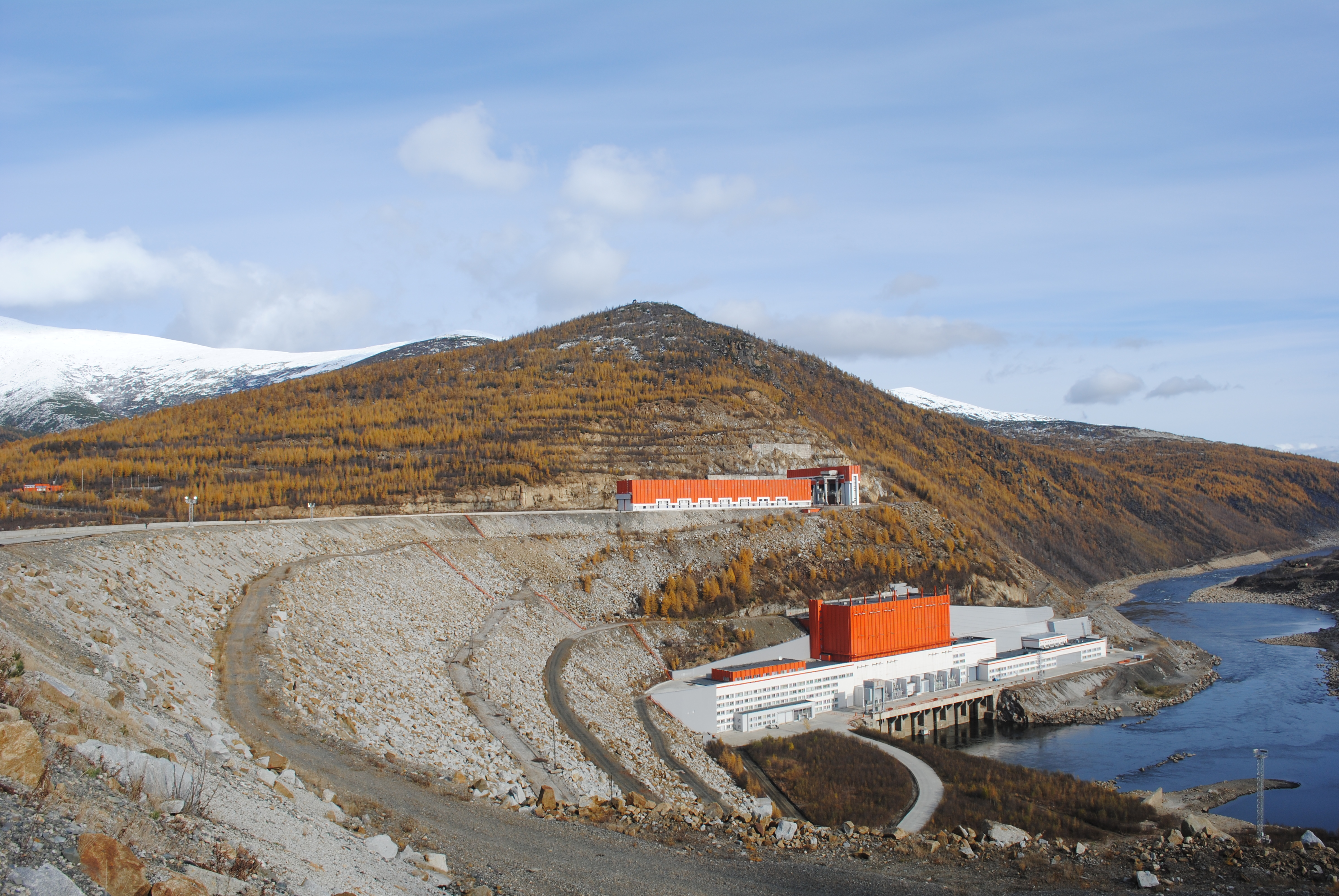
Колимська ГЕС